# بتلاء
البَتلاء أو ذيل البتلة (الاسم العلمي: Petalura)، جنس يعاسيب كبيرة جدًا من فصيلة البتليات. تستوطن جنوب غرب وشرق أستراليا.